# Gawot

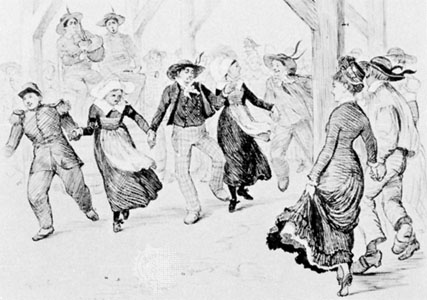
Gawot taniec w Bretanii, Francja, 1878

Gawot – starofrancuski taniec ludowy pochodzący z Delfinatu, szczególnie rozpowszechniony w Bretanii.
Zawsze posiada metrum parzyste (4/4 lub 2/2). Charakterystyczną cechą tego tańca jest półtaktowy przedtakt. W XVII-XVIII wieku stał się popularny jako taniec dworski, później salonowy. Taniec pełen gracji w tempie umiarkowanym. Zazwyczaj poprzedzał skoczny taniec musette. W tym czasie został także wprowadzony do suity, muzyki operowej i do baletu. Od XVII wieku także do muzyki instrumentalnej przez takich kompozytorów jak: Purcell, Vivaldi, Prokofjew i Szymanowski. Składa się z dwóch lub trzech części.